# Huisbrandolie
Huisbrandolie is een aardolieproduct dat zich qua molecuulgewicht tussen petroleum en stookolie in bevindt.
Men onderscheidt lichte en zware huisbrandolie. De lichte huisbrandolie is geschikt voor oliestook van particulieren, de zware huisbrandolie wordt gebruikt in collectieve verwarmingsinstallaties.